# Geografia de Seicheles
O arquipélago de Seicheles se situa no oceano Índico ao nordeste de Madagascar e a uma distancia aproximada de 1.600 Km ao leste do Quênia.
Está formado por umas 115 ilhas tropicais, de origem granítica e de corais. Delas, somente 33 estam habitadas.

## Ilhas interiores
As Ilhas Interiores (Inner Islands) são o principal núcleo do país. São um conjunto de 42 ilhas situadas ao nordeste do arquipélago. Com uma área de 243.7 km ² formam 54% da superfície total de Seicheles e reúnem 98% da população.
O Grupo Granítico consiste em 40 ilhas de origem granítica, situadas em um raio de 56 km da ilha principal, Mahé. São ilhas rochosas, a maioria tem uma frágil e estreita costa e um núcleo central de colinas que se elevam até os 914 metros. A ilhas mais importantes deste grupo são:
- Mahé - é a maior ilha, com um tamanho de 142 km². A capital de Seicheles, Vitória, está em Mahé.
- Praslin
- Silhouette
- La Digue
- Fregate
- Cousine
- North
- Aride

Há também as ilhas coralinas que formam o limite norte das Ilhas Interiores:
- Bird - (Bird Island)
- Denis - (Denis Island).

## Outras ilhas
Consistem em cinco grupos de ilhas coralinas:
- Grupo Coralino Meridional - que agrupa as ilhas Platte e Coetivy
- Ilhas Almirantes - com ilhas como Desroches, D'Arros, Poivre, Remire e Bancos Africanos
- Ilhas Alphonse, com o atol de Alphonse e o atol de St. François
- Grupo de Aldabra, com o atol de Aldabra, a ilha de Asunción, e o Grupo de Cosmoledo (formado pelo atol de Cosmoledo e o atol de Astove)
- Grupo de Farcuar, com o atol de Farcuar, atol de Providence e a ilha de St. Pierre.

Compreendem 211,3 km² (46% da área total das Seicheles), mas apenas 2% da população do país. As ilhas coralinas são planas, com recifes de corais em diversas etapas de formação. Carecem de água doce e pode haver vida humana com dificuldade.

## Geologia
O ponto mais alto de Seicheles é o Morne Seicheles de 905 m, na Ilha de Mahé
As Seicheles são parte da meseta granítica de Mascarenha que interrompe a placa tectonica indiana. Esta formação está associada ao ponto quente da Ilha Reunião, responsável da formação da Ilha de Reunião e as Trampas do Deccan no interior da Índia.

## Clima

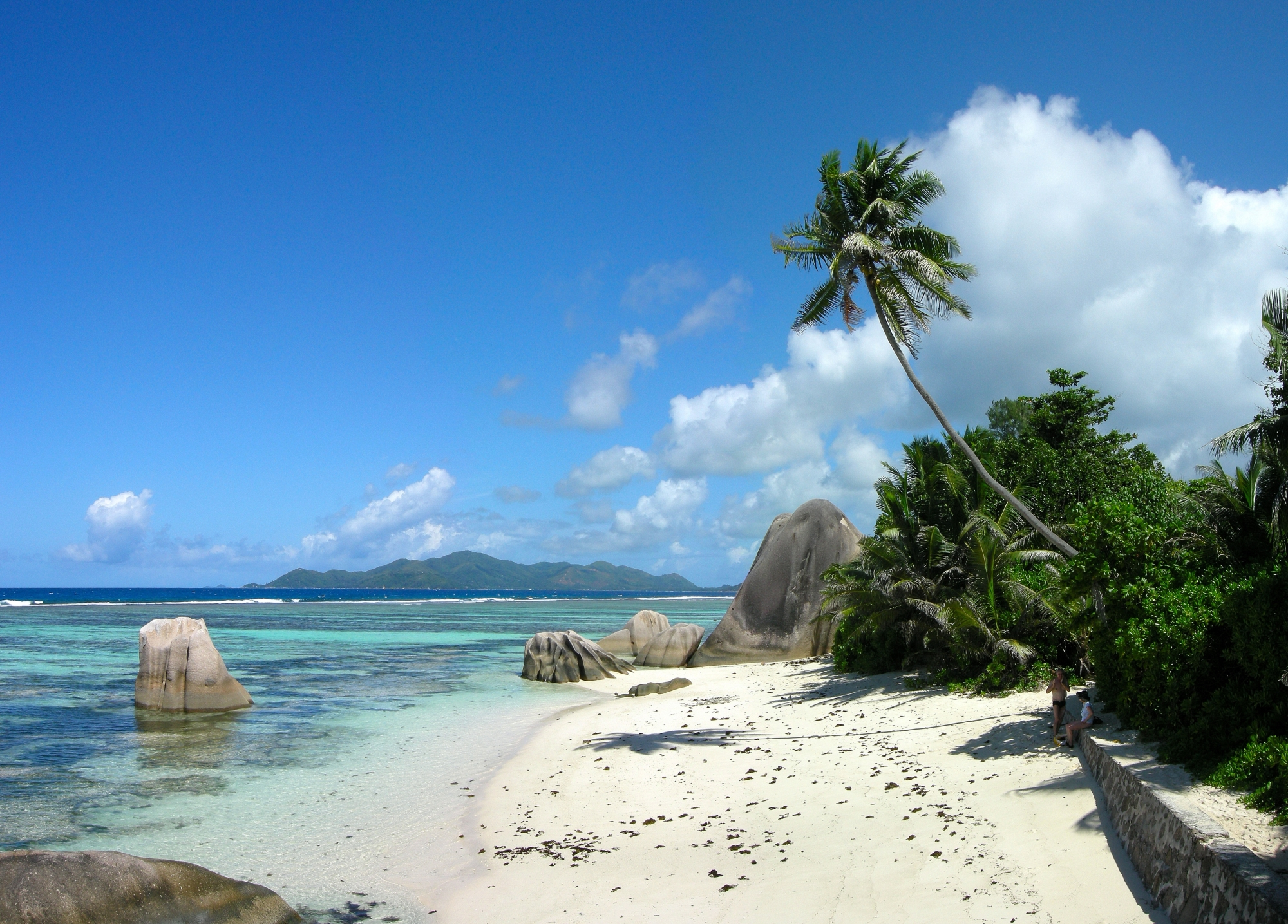
Uma praia na ilha de Digue, Seychelles

O clima local é tropical, temperado e bastante úmido pela influencia do mar.
A temperatura varia pouco ao longo do ano. As temperaturas em Mahé variam entre 24°C e 30°C. Durante os meses de julho e agosto, os mais frescos, a temperatura abaixa até os 21°C. Os meses quentes são desde dezembro até abril, com uma umidade mais alta. Março e abril são os meses mais quentes, mas a temperatura raramente passa os 31°C.
A precipitação em Mahé varia desde os 2.900 mm em Vitória e os 3.600 mm nas ladeiras da montanha. A precipitação anual é algo menor nas outras ilhas.
Os ventos alísios sul-orientais sopram regularmente desde maio até novembro, sendo está a época mais agradável do ano. A maioria das ilhas estão fora da zona de ciclones, mas são raros os ventos fortes.

## Flora e Fauna
Devido a seu longo isolamento, as Seicheles tem varias espécies únicas: o coco de mar (lodoicea maldivica), a palmeira com as maiores sementes do reino vegetal; 5 espécies mais de palmeiras endêmicas; e a maior população de tartarugas gigantes do mundo.

## Dados principais
- Área:

Total: 455 km²
Terra: 455 km²
Água: 0 km²
Fronteiras: 0 km
Costas: 491 km
- Zonas Marítimas:

Plataforma continental: 200 mn (ou até a borda da plataforma continental)
Zona econômica exclusiva: 200 mn
Mar territorial: 12 mn
- Elevações extremas:

Ponto mais baixo: Oceano Índico 0 m
Ponto mais alto: Morne Seicheles 905 m
- Recursos naturais: pesca, copra, canela

- Uso do solo:

Terra de lavrável: 2%
Culturas permanentes: 13%
Pastos permanentes: 0%
Bosques e arborizado: 11%
Outros: 74% (1993 est.)
- Terra irrigada: - Não disponível -

- Acordos internacionais sobre o meio ambiente:

Participa nos acordos sobre: Biodiversidade, Cambio climático, Desertificação, Espécies em perigo, Resíduos perigosos, Direito do Mar, Imersão de resíduos, Proibição de Ensaios Nucleares, Proteção da camada de ozônio, Contaminação por tráfico marítimo, Pesca de baleias. Firmados, mas sem ratificar: Sobre Cambio Climático-Protocolo de Quioto